# Sarsko
Sarsko – wieś w Słowenii, w gminie Ig. W 2018 roku liczyła 81 mieszkańców.